# 12154 Callimachus
12154 Callimachus este o planetă minoră (asteroid), cu un diametru de 5,975 km, din centura de asteroizi. A fost descoperită pe 26 martie 1971 la Observatorul Palomar de Cornelis Johannes van Houten și a fost numită după Callimah. 
Obiectul prezintă o orbită caracterizată de o semiaxă mare de 3,018364 UAi, o excentricitate de 0,06, o înclinație de 9,96711 ° în raport cu ecliptica.